# رالف وروسو
تعتبر رالف وروسو شركة متخصصة بالسلع الفاخرة ودار لتصميم الأزياء الراقية وقد أصبحت أحد الدور بريطانية الأولى والوحيدة التي تم أختيارها من قبل غرفة النقابة لتصميم الأزياء الراقية لعرض مجموعتها في البرنامج المقام في أسبوع الموضة في باريس بجوار ماركات عالمية مثل شانيل ديور وفالنتينو، وصرح الرئيس السابق لغرفة النقابة السيد ديدييه قرمباتش قائلاً : «نحن نتطلع إلى الباقة التي تم فقدانها ولكن يملكانها رالف وروسو».
أُنشئ الدار في سنة 2007من قبل دو تمارا رالف (المدير الإبداعي) ومايكل روسو (المدير التنفيذي) وخلال فترة قصيرة جداً جعلت من نفسها أحد دور الأزياء العالمية، وأنضم كلاً من تمارا رالف ومايكل روسو إلى ماريسا ماير ومارك زكربيرغ في القائمة المميزة 40 تحت الـ40 من مجلة فورتشن المعتبرة وكان ذلك سنة 2013 كما أُدرِج كل من مايكل وتمارا سويا في القائمة بترتيب 39 حيث كانوا أحد أصغر المشاهير وكما أنها شركة الأزياء الوحيدة المعترف بها من قبل مجلة فورتشن، مرسخةً بذلك مكانتها في عالم الموضة.
قدرت ثروة هذه الشركة المدارة من قبل رالف وروسو بمبلغ لم يصرح به يقدر بمئات الملايين وكان ذلك سنة 2014.

## تمارا رالف (المديرة الإبداعية)
ولدت رالف لعائلة كانت فيها الأم مصممة داخلية ومصممة سابقة بينما كان الجد صانع أحذية والجدة مصممة أزياء كذلك، على اثر ذلك تربت تمارا وهي تتلقى ثقافة الأزياء وحبها من أربعة أجيال متتالية وبالأخص بعد أن شهدت والدتها وجدتها يصممون ويصنعون الثياب من المنزل.
في سن الـ 12 اعتمدت تمارا على خبرتها البسيطة المكتسبة من عائلتها وبدأت بتصميم وتصنيع الملابس لنفسها وللأصدقاء المستعدين للدفع مقابل تصاميمها. وفي سن الـ15 بدأت ببيع تصاميمها لزبائن خاصين ومتاجر مستقلة في أستراليا. أرتادت رالف معهد وايت هاوس للتصاميم في سدني قبل ان تنتقل إلى لندن لتأسيس دار رالف وروسو بالتعاون مع روسو.
في سنة 2010 طلبت الفنانة بيونسي من رالف ان تصمم لها فستاناً لأدائها الاستعراضي في البيت الأبيض وبعد ذلك طلبت منها تصميم لباس لحضور الرحلة العالمية لبرنامج مستر كارتر. في سنة 2012 قام متحف فيكتوريا والبرت بعرض تصاميم رالف في فقرة الفساتين الرسمية: سحر بريطانيا منذ معرض 1950 بالإضافة إلى التعاون مع كلا من شركة والت دزني وسواروفسكي. وما بين 2012 و2013 كلفت الفنانة أنجلينا جولي رالف وروسو بتصميم قطع من الملابس لعدد من افتتاحات لأفلامها ومناسبات إنسانية حول العالم.

## دور ومتاجر التجزئة

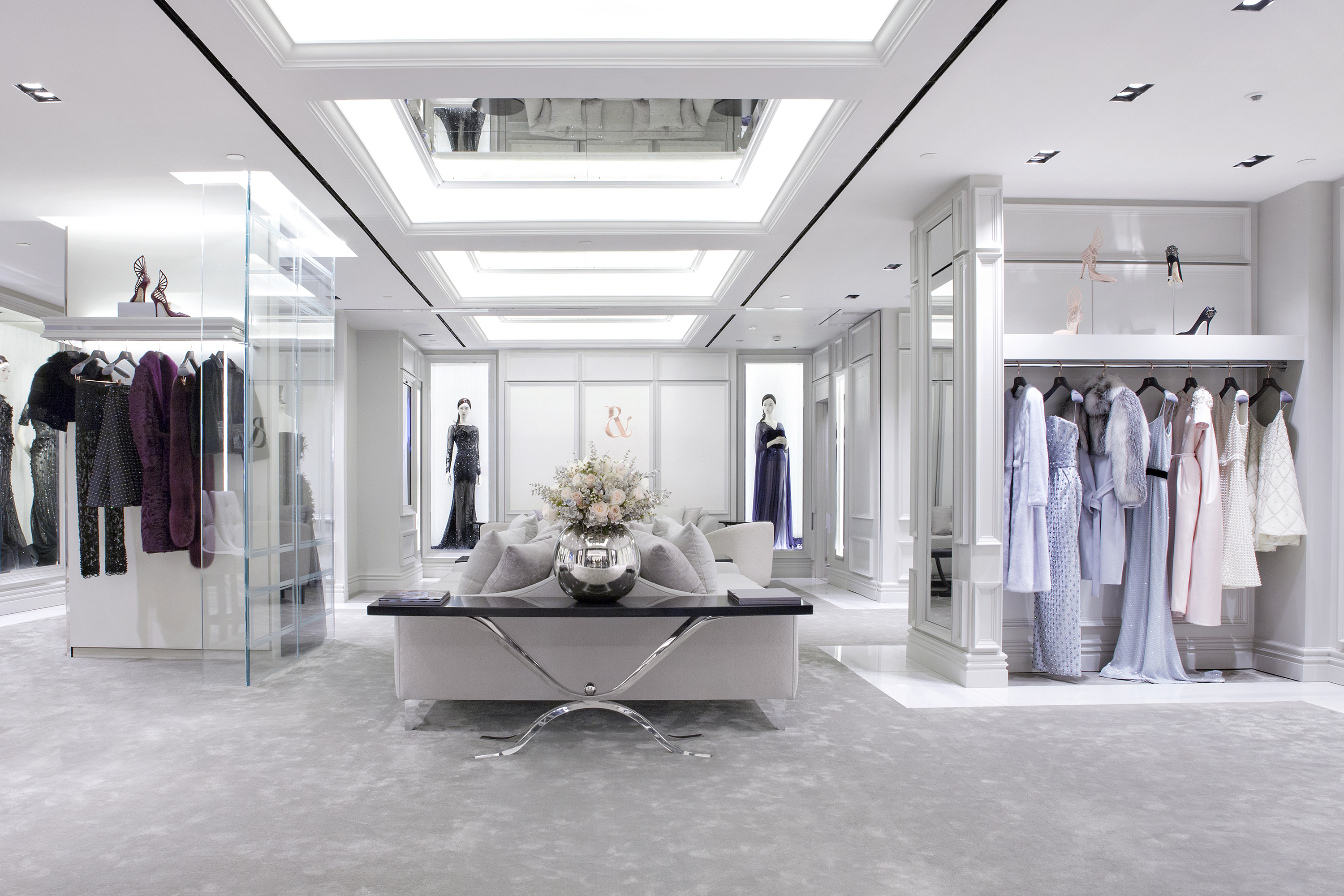
متجر رالف وروسو في لندن

افتتح رالف وروسو متجرهم الرئيسي في منطقة مايفير الراقية بلندن وبعد فترة وجيزة تم افتتاح متجرهم في شارع فرانسوا في باريس. وفي سنة 2015 افتتحت رالف وروسو أول تجربة للبيع بالتجزئة في منطقة هارودز الفاخرة بجوار الماركات العالمية مثل فالنتينو وديور وبرادا وقوتشي.

## زبائن مرموقين
أصبح شخصيات ملكية عالمية والمشاهير وبعض الشخصيات المؤثرة عملاءً لرالف وروسو مثل صاحبة السمو الشيخة موزة من قطر والأميرة أميرة الطويل من المملكة العربية السعودية ومشاهير مثل بيونسي وأنجلينا جولي.